# 尼古拉斯·雅里
尼古拉斯·雅里（Nicolás Jarry，1995年10月11日—）是一位智利職業網球男運動員。他曾参加2015年泛美运动会和2019年泛美运动会，两届比赛分别获得男子双打冠军和混合双打冠军。

## 外部連結
- 尼古拉斯·雅里（英文/西班牙文）的官方資料
- 尼古拉斯·雅里的國際網球總會 職業／青少年 官方資料（英文）